# TUR Drohobycz
TUR Drohobycz (oficjalna nazwa: Towarzystwo Uniwersytetu Robotniczego Drohobycz) – polski klub piłkarski z siedzibą w kresowej miejscowości - Drohobyczu, działający w latach 1924–1940.

## Historia
Chronologia nazw:
- 1924: TUR Drohobycz
- 1940: klub rozwiązano

Towarzystwo Uniwersytetu Robotniczego zostało założone w Drohobyczu w 1924 roku. Według innych danych T.U.R. powstał w 1928 roku. W ten sposób lokalna prasa donosiła o nowo powstałym klubie robotniczym T.U.R. i uściślono, że z inicjatywy Towarzystwa Uniwersyteckiego Robotniczego powstał nowy klub sportowy z sekcją piłkarską. Pomoże to promować sport w mieście.
W mistrzostwach Lwowskiego Okręgowego Związku Piłki Nożnej (LOZPN) w klasie C (IV poziom mistrzostw Polski) zespół zadebiutował w 1932 roku. Na tym szczeblu występował przez trzy lata. Po reorganizacji mistrzostw w 1934 roku, od roku następnego rywalizował w klasie B (IV poziom mistrzostw Polski). W sezonie 1937/38 zwyciężył w grupie Drohobycz, a potem w barażach walczyła o awans do klasy A ze Skałą ze Stryja i Polną z Przemyśla. W sezonie 1938/39 klub był już uczestnikiem mistrzostw LOZPN w klasie A, zajmując trzecie miejsce w grupie Drohobycz.
Po agresji ZSRR na Polskę sezon 1939/40 został zawieszony, klub nawet nie zdążył zagrać ani jednej gry i w 1940 roku został rozwiązany.

## Sukcesy
- mistrz klasy B LOZPN: 1937/38 (gr. Drohobycz)